# Młodzieżowe mistrzostwa w zapasach
Młodzieżowe mistrzostwa – międzynarodowe zawody zapaśnicze rangi mistrzowskiej dla zawodników od 20 do 22 lat (kategoria U23).

## Edycje zawodów

### Mistrzostwa Świata
| Rok  | Miejsce    | Tabela medalowa |
| ---- | ---------- | --------------- |
| 2017 | Bydgoszcz  | Japonia         |
| 2018 | Bukareszt  | Japonia         |
| 2019 | Budapeszt  | Japonia         |
| 2021 | Belgrad    | Rosja           |
| 2022 | Pontevedra | Japonia         |
| 2023 | Tirana     | Japonia         |
| 2024 | Tirana     | Iran            |
| 2025 | Nowy Sad   |                 |

### Mistrzostwa Azji
| Rok  | Miejsce    | Tabela medalowa |
| ---- | ---------- | --------------- |
| 2019 | Ułan Bator | Iran            |
| 2022 | Biszkek    | Kirgistan       |
| 2023 | Biszkek    | Chiny           |
| 2024 | Amman      | Indie           |
| 2025 | Vũng Tàu   | Indie           |

### Mistrzostwa Europy
| Rok  | Miejsce     | Tabela medalowa |
| ---- | ----------- | --------------- |
| 2015 | Wałbrzych   | Rosja           |
| 2016 | Ruse        | Rosja           |
| 2017 | Szombathely | Gruzja          |
| 2018 | Stambuł     | Rosja           |
| 2019 | Nowy Sad    | Rosja           |
| 2021 | Skopje      | Rosja           |
| 2022 | Płowdiw     | Azerbejdżan     |
| 2023 | Bukareszt   | Azerbejdżan     |
| 2024 | Baku        | Azerbejdżan     |
| 2025 | Tirana      | Azerbejdżan     |

### Mistrzostwa Panamerykańskie
| Rok  | Miejsce   | Tabela medalowa |
| ---- | --------- | --------------- |
| 2024 | Rionegro  | USA             |
| 2025 | Querétaro | USA             |